# The Man Who Reclaimed His Head
Pour plus de détails, voir Fiche technique et Distribution.
The Man Who Reclaimed His Head est un film américain réalisé par Edward Ludwig, sorti en 1934.

## Fiche technique
- Titre : The Man Who Reclaimed His Head
- Réalisation : Edward Ludwig
- Scénario : Samuel Ornitz et Jean Bart
- Direction artistique : Albert S. D'Agostino
- Photographie : Merritt B. Gerstad
- Montage : Murray Seldeen (en)
- Société de production : Universal Pictures
- Pays de production : États-Unis
- Format : Noir et blanc - 1,37:1 - Mono
- Genre : drame
- Durée : 80 minutes
- Date de sortie : 1934

## Distribution
- Claude Rains : Paul Verin
- Joan Bennett : Adele Verin
- Lionel Atwill : Henry Dumont
- Juanita Quigley : Linette Verin
- Henry O'Neill : Fernand de Marnay
- Henry Armetta : Laurent
- Wallace Ford : 'Curly'
- Lawrence Grant : Marchant
- William B. Davidson : Charles